# Alphonse Mas (homme politique)
Alphonse Mas est un homme politique et haut fonctionnaire français né le 31 janvier 1850 à Maraussan (Hérault) et décédé le 27 janvier 1931 à Saint-Denis-de-la-Réunion (La Réunion).

## Biographie
Avoué de profession, il entre au conseil municipal de Béziers en 1884 et devient adjoint au maire en 1885, il exerça les fonctions de maire de 1888 à 1892, de 1893 à 1900 et de 1901 à 1904. Il est également Conseiller général de l'Hérault entre 1886 et 1992 et élu député de l'Hérault en 1890, réélu en 1893. Il est ensuite gouverneur de la Banque de France en Guadeloupe entre 1904 et 1906, puis à la Réunion entre 1906 et 1923.

### Député de l'Hérault
Après le décès d'Emile Vernhes, républicain-radical qui représentait la 1re circonscription de l'Hérault depuis 1876, Alphonse Mas se porta candidat. Il est élu député lors des élections partielles du 6 juillet 1890, sous la même étiquette que son prédécesseur, avec 7 643 voix contre 5 327 pour Fournier sur 13 456 votants. Il fut réélu aux élections générales législatives du 3 septembre 1893, avec 7 779 voix contre 5 788 pour Augé, radical-socialiste et 1 900 pour Despetit.
Membre de diverses commissions spéciales, son activité parlementaire s'exprime par la rédaction de plusieurs rapports intéressant les prorogations de surtaxes à l'octroi et les autorisations d'emprunt pour certaines communes. Au cours de son deuxième mandat, il déposa une proposition de loi sur la suppression des taxes d'octroi sur les vins, cidres et hydromels, et une tendant à ouvrir un crédit de 600,000 francs pour venir en aide aux victimes des inondations de Béziers.

### Mairie de Béziers

#### "Maire-bâtisseur"
Son activité municipale fut axée principalement sur l'embellissement, l'assainissement et l'aménagement de la ville :
- Grands travaux d’urbanisme : dans le tissu urbain, malsain et encombré, il fit ouvrir de grandes voies de circulation, assurant une traversée continue et facilitée de la ville. Les travaux entrepris concernent notamment la rue de la République et la rue Nationale (ouverte en 1894 et baptisée en 1931, avenue Alphonse Mas).
- Construction de bâtiments publics : les halles centrales en 1891, le collège de jeunes filles, l’École pratique de Commerce et d’Industrie, chambre de commerce, reconstruction du Lycée Henri-IV en 1904.
- Aménagement des jardins de la Plantade, des bassins-réservoirs et du cimetière neuf à partir de 1894.
- Installation du Musée des Beaux-Arts dans les locaux de l’Hôtel Fabrégat.
- Mise en place d’un réseau d’égouts, amélioration de l'alimentation en eau potable.
- Création du réseau de tramway électrique en 1901.

#### Controverses
Alphonse Mas fut critiqué durant son mandat. En cause notamment les importants emprunts que la ville à due souscrire afin de financer les travaux d'urbanismes. Le journal hebdomadaire satirique biterrois "Le fouet", paru entre 1896 et 1907, adressera notamment des critiques à l'encontre du maire.

#### Hommages

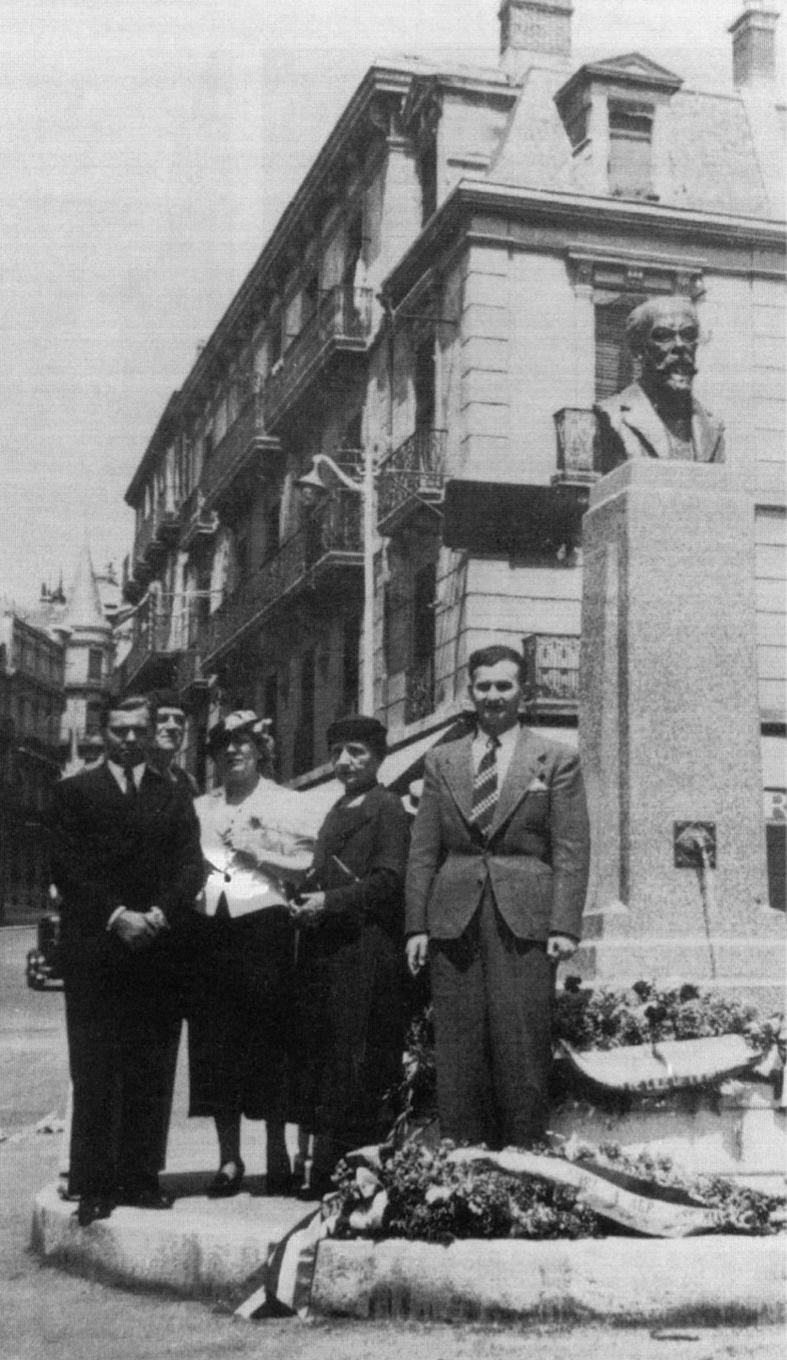
Inauguration de la statue d'Alphonse Mas (Place Garibaldi, Béziers) le 19 juin 1938, en présence de Jean Moulin (à gauche) et de la famille d'Alphonse Mas.

Le 19 juin 1938 est inaugurée à Béziers, sur la place Garibaldi, une statue d'Alphonse Mas, à l'initiative d'Antoine-Émile Moulin. Ce dernier avait été conseiller municipal sous la mairie d'Alphonse Mas et un proche de celui-ci. Jean Moulin, préfet de l'Aveyron et fils d'Antoine Moulin sera présent lors de l'inauguration, représentant son père décédé le 17 avril 1938. Le buste d'Alphonse Mas a été déplacé mais est encore présent sur la place Garibaldi.

## Sources
- « Alphonse Mas (homme politique) », dans le Dictionnaire des parlementaires français (1889-1940), sous la direction de Jean Jolly, PUF, 1960 [détail de l’édition]
- https://www.etudesheraultaises.fr/wp-content/uploads/1999-2001-06-inauguration-monument-alphonse-mas-maire-beziers.pdf
- http://cessenon.centerblog.net/6570916-le-fouet-et-alphonse-mas
- https://mybeziers.fr/alphonse-mas/